# Jorge Daniel Benítez
Jorge Daniel Benítez Guillén (Ñemby, 2 de setembro de 1992), é um futebolista Paraguaio que atua como atacante. Atualmente, joga pelo Paysandu.

## Títulos
Olympiacos
- Campeonato Grego: 2014–15[2]
- Copa da Grécia: 2014–15

Paysandu
- Copa Verde: 2025[3]